# The World Is Saved
The World Is Saved är den svenska sångerskan Stina Nordenstams femte studioalbum, utgivet 2004 av V2 Records.
Från skivan utgavs singlarna Get on with Your Life (2004) och Parliament Square (2005). Den förstnämnda nådde plats 35 på den svenska singellistan.

## Låtlista
1. "Get on with Your Life" – 3:28
2. "Winter Killing" – 4:02
3. "On Falling" – 4:10
4. "Parliament Square" – 4:36
5. "I'm Staring Out the World" – 3:38
6. "From Cayman Islands with Love" – 4:00
7. "The Morning Belongs to the Night" – 3:32
8. "125" – 3:40
9. "Butterfly" – 4:23
10. "The World Is Saved" – 2:53
11. "The End of a Love Affair" – 3:37

### Bonuslåtar
1. "Get on with Your Life" (Pluxus-Remix) - 3:43
2. "The End of a Love Affair" (Faultline-Mix) - 3:59
3. "Failing to Fly" - 3:33

## Listplaceringar
| Lista (2004) | Topplacering |
| ------------ | ------------ |
| Sverige      | 5            |
| Frankrike    | 119          |

## Mottagande
Allmusics recensent Kelvin Hayes gav skivan betyget 4/5.